# 异齿弓鱼
异齿弓鱼（学名：Racoma oconnori）为鲤科弓鱼属的鱼类，俗名横口四列齿鱼、副裂腹鱼、欧氏弓鱼，是中国的特有物种。分布于西藏雅鲁藏布江水系等，常生活于干支流水清流急砾石底质的河段。该物种的模式产地在年楚河。

## 扩展阅读
維基物種上的相關：异齿弓鱼